# Alex Kurtzman
Alexander Hilary Kurtzman, detto Alex (Los Angeles, 7 settembre 1973), è uno sceneggiatore, regista, produttore cinematografico e produttore televisivo statunitense.

## Biografia
Nato e cresciuto a Los Angeles, durante gli studi conosce l'amico di lunga data e collaboratore Roberto Orci. Assieme ad Orci è autore delle sceneggiature dei film The Island, The Legend of Zorro, Mission: Impossible III, Transformers e Star Trek.
Nel 2012 fa il suo esordio dietro la macchina da presa, dirigendo il film drammatico Una famiglia all'improvviso, interpretato da Chris Pine ed Elizabeth Banks. Nel 2017 torna alla regia col reboot de La mummia, con protagonista Tom Cruise.
In campo televisivo ha lavorato per le serie tv Hercules, Xena - Principessa guerriera e Alias, inoltre è uno degli ideatori della serie Fringe.

## Filmografia

### Sceneggiatore

#### Cinema
- The Island (2005)
- The Legend of Zorro (2005)
- Mission: Impossible III (2006)
- Transformers (2007)
- Star Trek (2009)
- Transformers - La vendetta del caduto (Transformers: Revenge of the Fallen, 2009)
- Cowboys & Aliens (2011)
- Una famiglia all'improvviso (People Like Us) (2012)
- Into Darkness - Star Trek (Star Trek into Darkness), regia di J. J. Abrams (2013)
- The Amazing Spider-Man 2 - Il potere di Electro (The Amazing Spider-Man 2), regia di Marc Webb (2014)

#### Televisione
- Sleepy Hollow – serie TV (2013 - 2017)
- Star Trek: Discovery – serie TV, 5 episodi (2019-2021)
- Star Trek: Picard – serie TV (2020-2023)
- L'uomo che cadde sulla Terra (The Man Who Fell to Earth) – serie TV, 4 episodi (2022)
- Star Trek: Strange New Worlds – serie TV (2022-in corso)

### Regista
- Una famiglia all'improvviso (People Like Us) (2012)
- La mummia (The Mummy) (2017)

### Produttore

#### Cinema
- Denial (2006)
- Eagle Eye (2008)
- Star Trek (2009)
- Ricatto d'amore (The Proposal) (2009)
- Una famiglia all'improvviso (People Like Us) (2012)
- Into Darkness - Star Trek (Star Trek into Darkness), regia di J. J. Abrams (2013)
- Now You See Me - I maghi del crimine (Now You See Me), regia di Louis Leterrier (2013)
- Ender's Game, regia di Gavin Hood (2013)
- The Amazing Spider-Man 2 - Il potere di Electro (The Amazing Spider-Man 2), regia di Marc Webb (2014)
- Now You See Me 2, regia di Jon M. Chu (2016)
- La mummia (The Mummy), regia di Alex Kurtzman (2017)

#### Televisione
- Fringe – serie TV (2008-2013)
- Hawaii Five-0 – serie TV (2010-2020)
- Transformers: Prime – serie TV (2010-2013)
- Sleepy Hollow – serie TV (2013-2017)
- Scorpion – serie TV (2014-2018)
- Limitless – serie TV, 18 episodi (2015-2016)
- Star Trek: Discovery – serie TV (2017-in corso)
- Instinct – serie TV (2018)
- Star Trek: Picard – serie TV (2020-2023)
- Star Trek: Lower Decks – serie TV (2020-in corso)
- Clarice – serie TV, 13 episodi (2021)
- Star Trek: Prodigy – serie TV (2021-in corso)
- L'uomo che cadde sulla Terra (The Man Who Fell to Earth) – serie TV, 10 episodi (2022)
- Star Trek: Strange New Worlds – serie TV (2022-in corso)